# Sanremo-Festival 1974
Die 24. Ausgabe des Festival della Canzone Italiana di Sanremo fand 1974 vom 7. bis zum 9. März im städtischen Kasino in Sanremo statt und wurde von Corrado und Gabriella Farinon moderiert.

## Ablauf

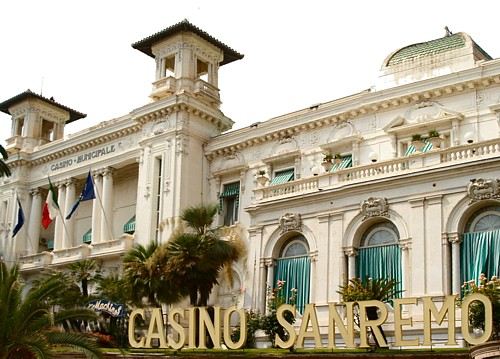
Das städtische Kasino, Veranstaltungsort des Sanremo-Festivals

Die Organisation des Festivals lag im Jahr 1974 in den Händen von Elio Gigante, Gianni Ravera und Vittorio Salvetti; alle drei hatten in den Vorjahren unabhängig voneinander unterschiedliche Ausgaben betreut. Als Moderator folgte Corrado Mike Bongiorno nach, während die Komoderation wie im Vorjahr der Schauspielerin Gabriella Farinon anvertraut wurde. Auch in diesem Jahr übertrug die Rai nur das Finale im Fernsehen, die ersten beiden Abende wurden stattdessen im Radio übertragen. Neu in diesem Jahr war die Einteilung der Kandidaten in zwei Gruppen, wobei von den 14 „Newcomern“ nur vier ins Finale gelangten, von den restlichen hingegen alle.
In der Hauptgruppe waren mit Domenico Modugno, Nicola Di Bari und Iva Zanicchi gleich drei ehemalige Sieger des Festivals vertreten, weitere große Namen waren Orietta Berti, Little Tony, Milva und Mino Reitano. Ihren jeweils ersten Auftritt hatten hingegen drei internationale Gruppen: das niederländische Gesangsduo Mouth & MacNeal, die französische Formation Les Charlots und die schottische Band Middle of the Road. Unter den „Newcomern“ waren Riccardo Fogli, der gerade erst seine Band Pooh verlassen hatte, und Franco Simone, der 1972 das Festival von Castrocaro gewonnen hatte. Für Aufsehen sorgten in dieser Gruppe auch die 19-jährige Donatella Rettore sowie das Orchester des „Königs des Liscio“ Raoul Casadei. Bedeutende Sanremo-Debüts unter den Songwritern gab es mit Cristiano Malgioglio und Claudio Baglioni.
Im Finale konnte Iva Zanicchi überraschend den Favoriten Modugno schlagen, der nach dieser elften Teilnahme nicht mehr am Festival teilnehmen sollte. Für Zanicchi war es der dritte Sieg, womit sie bis heute (Stand: 2018) die Sängerin mit den meisten Sanremo-Siegen ist. Insgesamt zeichneten sich 1974 mit einer Reihe von Pannen schon Probleme in der Organisation des Festivals ab, die 1975 zu einem Tiefpunkt führen sollten.

## Teilnehmende Beiträge
| Platzierung | Interpret                    | Lied                           | Autoren                                                   |
| ----------- | ---------------------------- | ------------------------------ | --------------------------------------------------------- |
| 1           | Iva Zanicchi                 | Ciao, cara, come stai?         | Cristiano Malgioglio, Claudio Daiano, Dinaro, Italo Ianne |
| 2           | Domenico Modugno             | Questa è la mia vita           | Luciano Beretta, Domenico Modugno, Elide Suligoj          |
| 3           | Orietta Berti                | Occhi rossi (tramonto d’amore) | Daniele Pace, Corrado Conti, Lorenzo Pilat, Mario Panzeri |
| 4           | Anna Melato A                | Sta piovendo dolcemente        | Maurizio Piccoli, Pino Donaggio                           |
| 5           | Emanuela Cortesi A           | Il mio volo bianco             | Claudio Daiano, Flavio Zanon, Italo Ianne                 |
| 6           | Gilda Giuliani               | Senza titolo                   | Vito Pallavicini, Alfredo Ferrari, Gino Mescoli           |
| 7           | Domodossola A                | Se hai paura                   | Roberto Soffici, Massimo Guantini, Luigi Albertelli       |
| 8           | Les Charlots                 | Mon ami tango                  | Daniele Pace, Corrado Conti, Lorenzo Pilat, Mario Panzeri |
| 9           | Valentina Greco A            | Notte dell’estate              | Albino Mammoliti, Aldo Buonocore, Claudio Celli           |
| 10          | Nicola Di Bari               | Il matto del villaggio         | Franco Migliacci, Claudio Mattone, Piero Pintucci         |
| 11          | Mouth & MacNeal              | Ah! L’amore                    | Ettore Lombardo, Ciro Sebastianelli, Ermanno Capelli      |
| 12          | Gianni Nazzaro               | A modo mio                     | Claudio Baglioni, Antonio Coggio                          |
| 13          | Al Bano                      | In controluce                  | Albano Carrisi, Paolo Limiti                              |
| 14          | Mino Reitano                 | Innamorati                     | Luciano Beretta, Franco Reitano, Mino Reitano             |
| 15          | Rosanna Fratello             | Un po’ di coraggio             | Gian Pieretti, Antonio Ruggiero Mancino                   |
| 16          | Little Tony                  | Cavalli bianchi                | Miro, Giulifan, Bruno Casu                                |
| 17          | Milva                        | Monica delle bambole           | Luciano Beretta, Elide Suligoj                            |
| 18          | Middle of the Road           | Sole giallo                    | Maurizio Piccoli, Pino Donaggio                           |
|             | Kambiz                       | Canta con me                   | Enrico Riccardi, Luigi Albertelli                         |
|             | Donatella Rettore            | Capelli sciolti                | Donatella Rettore, Mario Pagano                           |
|             | Riccardo Fogli               | Complici                       | Luigi Lopez, Carla Vistarini                              |
|             | Paola Musiani                | La donna quando pensa          | Mauro Galati, Ermanno Capelli                             |
|             | Franco Simone                | Fiume grande                   | Franco Simone                                             |
|             | Orchestra Spettacolo Casadei | La canta                       | Raoul Casadei, Enrico Muccioli, Al Pedulli                |
|             | Antonella Bottazzi           | Per una donna donna            | Antonella Bottazzi                                        |
|             | Rossella                     | Qui                            | Paolo Amerigo Cassella, Riccardo Cocciante, Marco Luberti |
|             | Sonia Gigliola Conti         | Ricomincerei                   | Piero Soffici, Gian Pieretti                              |
|             | Piero Focaccia               | Valentintango                  | Luciano Beretta, Edilio Capotosti                         |

## Erfolge
Nur vier Liedern des Festivals gelang 1974 der Charteinstieg, darunter auch einem Nicht-Finalisten. Franco Simone gelang überdies mit Fiume grande im Ausland ein Erfolg.

| Jahr | Titel Interpret                       | Höchstplatzierung, Gesamtwochen, AuszeichnungChartsChartplatzierungen (Jahr, Titel, Interpret, Platzierungen, Wochen, Auszeichnungen, Anmerkungen) | Anmerkungen |
| Jahr | Titel Interpret                       | IT | Anmerkungen |
| ---- | ------------------------------------- | --- | ----------- |
| 1974 | Ciao, cara, come stai? Iva Zanicchi   | IT4 (9 Wo.)IT | Platz 1     |
| 1974 | Questa è la mia vita Domenico Modugno | IT14 (5 Wo.)IT | Platz 2     |
| 1974 | La canta Orchestra Spettacolo Casadei | IT19 (3 Wo.)IT |             |
| 1974 | Monica delle bambole Milva            | IT23 (1 Wo.)IT | Platz 17    |

## Belege
1. ↑  Eddy Anselmi: Il Festival di Sanremo: 70 anni di storie, canzoni, cantanti e serate. DeAgostini, Mailand 2020, ISBN 978-88-511-7661-7, S. 190–191.
2. ↑  M&D-Chartarchiv. Musica e dischi, abgerufen am 13. Februar 2018 (italienisch, kostenpflichtiger Abonnement-Zugang).